# Quadrangle d'Helen Planitia
Le quadrangle d'Helen Planitia (littéralement :  quadrangle de la plaine d’Hélène), aussi identifié par le code USGS V-52, est une région cartographique en quadrangle sur Vénus. Elle est définie par des latitudes comprises entre 25° et 50° S et des longitudes comprises entre 240° et 270° E,. Il tire son nom de la plaine d’Hélène.

## Géographie

### Coronæas
Liste de coronæ se situant dans le quadrangle :
- Hervor Corona
- Achall Corona
- Chanum Coronae
- Enekeler Corona
- Furachoga Corona
- Hlineu Corona
- Kulimina Corona
- Nungui Corona
- Oanuava Coronae
- Sitapi Coronae
- Tangba Corona
- Xmukane Corona